# Toussaint-Bernard Émeric-David
Pour les articles homonymes, voir Émeric et David.
Toussaint-Bernard Émeric-David, né à Aix-en-Provence le 20 août 1755 et mort à Paris le 2 avril 1839, est un historien de l'art et homme politique français.

## Biographie
Émeric-David obtient son diplôme en Droit à l'université d'Aix-Marseille en 1775.
D'abord avocat, puis maire d'Aix entre 1790 et 1792, il est appelé au Corps législatif en 1809 et nommé député en 1814. Quittant le barreau et la politique pour les lettres, il est élu membre de l'Académie des inscriptions et belles-lettres en 1816.
En 1796, il soumet le projet d'un Musée Olympique de l'École vivante des beaux-arts, visant à exposer les chefs-d'œuvre des artistes et des ouvriers contemporains. Ce projet a par la suite inspiré le musée du Luxembourg, ainsi que le Conservatoire des arts et métiers. 
Il est inhumé au cimetière du Père-Lachaise (28e division).

## Publications
- Recherches sur l'art statuaire, considéré chez les anciens et chez les modernes, ou Mémoire sur cette question proposée par l'Institut national de France : Quelles ont été les causes de la perfection de la sculpture antique et quels seroient les moyens d'y atteindre ? 1805
- Discours historique sur la peinture moderne, 1806
- Discours historique sur la gravure en taille-douce et sur la gravure en bois, 1808
- Notices aux tomes III et IV du Musée français, recueil complet des tableaux, statues et bas-reliefs, qui composent la collection nationale, avec l'explication des sujets, et des discours historiques sur la peinture, la sculpture et la gravure sous la direction de Robillard-Péronville et Pierre-François Laurent, Paris, Louis-Étienne Herhan, 1807-1809
- Histoire littéraire de la France, vol. XVII-XX, en collaboration, 1832-1842
- Jupiter, recherches sur ce dieu, sur son culte et sur les monuments qui le représentent, ouvrage précédé d'un Essai sur l'esprit de la religion grecque, 2 vol., 1833
- Notices pour servir à l'histoire littéraire des troubadours, 1835
- Vulcain, recherches sur ce dieu, sur son culte et sur les principaux monuments qui le représentent, 1838
- « Observations sur la statue antique de femme découverte en 1820 dans l'île de Milo, et déposée au Musée Royal du Louvre », Mémoires de l'Institut de France, no 12,‎ 1839, p. 309-316 (lire en ligne)
- Histoire de la peinture au Moyen Âge, suivie de l'histoire de la gravure, du discours sur l'influence des arts du dessin et du Musée olympique, 1842
- Vies des artistes anciens, par Toussaint-Bernard Émeric-David, réunies et publiées par Paul Lacroix, 1853
- Histoire de la sculpture antique, par Toussaint-Bernard Émeric-David, accompagnée de notes et observations par Jean Du Seigneur, publiée pour la première fois par Paul Lacroix, 1853